# 我愛芳鄰 (電影)
《我愛芳鄰》原名《ラフ ROUGH》，是改編自日本漫画家安达充所作游泳漫画《我愛芳隣》的真人版電影，由速水茂虎道及長澤雅美主演，由東寶發行。基本上和漫畫的情節類似，但大和圭介的同學中未列出關和明及北野京太郎，而緒方剛由棒球隊變成游泳隊。

## 演員
- 大和圭介：由速水茂虎道飾演,香港配音伍博民。
- 二之宮亜美：由长泽雅美飾演,香港配音林元春。
- 仲西弘樹：由阿部力飾演,香港配音黃榮璋。
- 小柳薰：由市川由衣飾演,香港配音楊善諭。
- 緒方剛：由石田卓也飾演,香港配音陳繼恆。
- 久米勝：由森廉（日语：森廉）飾演。
- 古屋老師：由八嶋智人（英语：Norito Yashima）飾演,香港配音李錦綸。
- 咲山老師：由田丸麻紀（英语：田丸麻紀）飾演,香港配音朱妙蘭。
- 亜美父親：由松重豐飾演。

## 工作人員
- 導演：大谷健太郎（日语：大谷健太郎）
- 劇本：金子ありさ（日语：金子ありさ）
- 音樂：服部隆之
  - 主題曲：《ガラナ》，由無限開關演唱
  - 插曲：《ふれて未来を》、《全力少年》、《奏》，都由無限開關演唱
  - 特別插曲：「君といつまでも」，由加山雄三演唱
- 助理：山縣裕兒（日语：山縣裕児）、河内紫秀（日语：河内紫秀）、坂口友美（日语：坂口友美）
- 監制：本間英行（日语：本間英行）
- 剪輯：川村元氣
- 制作：山中和成（日语：山中和成）、久保田修（日语：久保田修）
- 製作統籌L：前田光治（日语：前田光治）
- 选角导演：城戸史朗（日语：城戸史朗）
- 製作：東寶
- 發行：東寶

來源